# تقبض
يشير مصطلح التقبض أو الشناج أو فرط التوتر التشنجي إلى سمة من سمات الأداء المتغير في العضلة الهيكلية نتيجة حدوث توتر بالعضلة والتي تشمل التوتر العضلي ويشار إليه كذلك بـ "الشد"، التيبس، و/أو "الإجهاد" غير العادي الذي يصيب العضلات. وتشتق كلمة تشنج بالإنجليزية Spasticity من المصطلح اليوناني (spasmos)، والذي يعني السحب، الإجهاد."
ومن الناحية السريرية، يمكن تعريف التشنج باعتباره المقاومة المعتمِدة على مدى سرعة انبساط العضلات، حيث تؤدي قلة التثبيط إلى انكماش مفرط في العضلات، والذي بدوره يؤدي في نهاية المطاف إلى زيادة في رد الفعل المنعكس (المفاصل المنثنية بشكل مفرط). ويحدث التشنج غالبًا في حالة وجود اضطرابات في الجهاز العصبي المركزي (CNS) والتي تؤثر بالضرورة على العصبون الحركي العلوي في شكل آفة، مثل الشلل المزدوج التشنجي، ولكن يمكن أن يظهر أيضًا في أنواع مختلفة من التصلب اللويحي، والذي يحدث به التشنج كأحد أعراض الأزمات المتفاقمة بشكل تدريجي التي تظهر على الأغمدة الميالينية وبالتالي لا يكون له أية علاقة بأنواع التشنجات الموجودة في اضطرابات التشنجات المزمنة في الشلل الدماغي العصبي العضلي.
يمكن وصف الدعائم السريرية لاثنتين من حالات التشنج الأكثر شيوعًا وهما، الشلل المزدوج التشنجي والتصلب اللويحي، كما يلي: في حالة الشلل المزدوج التشنجي، تنشأ آفة العصبون الحركي العلوي غالبًا كنتيجة لـ اختناق حديثي الولادة، بينما في حالات مثل التصلب اللويحي، فيعتقد البعض أن التشنج يحدث نتيجة تدمير المناعة الذاتية الخاصة بـ الأغمدة الميالينية التي تحيط بنهايات الأعصاب - والتي بدورها تحاكي عيوب حمض الغاما أمينوبوتيريك الموجودة بالأعصاب التالفة للمصابين بالشلل الطرفي المزدوج، مما يؤدي إلى نفس مظهر التشنج تقريبًا، غير أنه من الناحية السريرية، يختلف اختلافًا جوهريًا عن هذا النوع الأخير.

## الفسيولوجيا المرضية للتشنج
يعد سبب ظهور مرض التشنج غير معلوم في الواقع، لكن يوجد العديد من النظريات التي تتناول أسباب ظهوره. وبشكل عام، يحدث التشنج نتيجة حدوث خلل في المدخلات الاستثارية والمثبطة لأحد العصابين الحركية الناجمة عن حدوث تلف بالحبل الشوكي و/أو الجهاز العصبي المركزي. ويؤدي هذا التلف إلى حدوث تغير في توازن الإشارات المارة بين الجهاز العصبي والعضلات، مما يؤدي إلى استثارة العضلات بشكل مفرط.
ويعد منعكس الشد من العوامل التي يُعتقد أنها ذات صلة بحدوث التشنج. فيمثل هذا المنعكس أهمية كبيرة نظرًا لدوره في تنسيق الحركات الطبيعية التي تقوم العضلات خلالها بالتقلص والارتخاء والعمل على عدم التسبب في شد العضلات أكثر من اللازم. وعلى الرغم من أن النتيجة النهائية لحالات التشنج تتمثل في حدوث مشاكل بالعضلات، يحدث التشنج فعليًا نتيجة حدوث ضرر يصيب جزءًا من الجهاز العصبي المركزي (المخ أو الحبل الشوكي) المسؤول عن التحكم في الحركات الإرادية. وبالتالي يؤدي هذا التلف إلى حدوث تغيّر في توازن الإشارات المارة بين الجهاز العصبي والعضلات. وبالتالي يؤدي هذا الخلل في التوازن إلى نشاط (استثارة) زائد في العضلات. وتتلقى المستقبلات الموجودة بالعضلات الرسائل من الجهاز العصبي، والتي تستشعر مقدار الشد في العضلات ومن ثَم ترسل هذه الإشارة إلى المخ. ثم يستجيب المخ عن طريق إعادة إرسال رسالة لعكس الشد عن طريق التقلص أو التقصير.
وبشكل عام، تتمثل إحدى السمات المميزة للتشنج في أن المقاومة الزائدة لحالة الشد المنفعل تعتمد على السرعة. وفي عام (1980)، وصف لانس الأمر بهذه الطريقة: «...عبارة عن اضطراب في الحركة، يتميز بزيادة معتمدة على السرعة في منعكسات الشد التوترية (توتر العضلات) مصحوبة باهتزازات وترية زائدة عن الحد، ناتجة عن فرط استثارة منعكس الشد باعتبارها أحد مكونات متلازمة العصبون الحركي العلوي (UMN).»
يظهر التشنج في الحالات التي يتلف بها الدماغ و/أو النخاع الشوكي أو يصبح غير قادر على النمو بشكل طبيعي؛ ومن أمثلة تلك الحالات ما يلي الشلل الدماغي، والتصلب اللويحي، وإصابة النخاع الشوكي وإصابات الدماغ المكتسبة بما في ذلك السكتة. ويتسبب التلف الحادث في CNS كنتيجة للإصابة بـ سكتة أو حدوث إصابة في النخاع الشوكي في تغيير [التثبيط الكامل] لـ لأعصاب المحيطية في المنطقة المتضررة. ويتجه هذا التغيير في المدخلات إلى الهياكل الجسدية لإحداث استثارة وبالتالي زيادة استثارة الأعصاب. كذلك، يتسبب تلف الجهاز العصبي المركزي في بقاء الأغشية الخلوية العصبية في حالة [استقطابية] أكثر. ويعمل الجمع بين التثبيط المنخفض والحالة الاستقطابية الزائدة لـ لأغشية الخلوية على تقليل الحد الكامن للفعل الخاص بتوصيل الإشارات العصبية، وبالتالي زيادة نشاط الهياكل المغذاة بالأعصاب المتضررة (التشنج). وتشتمل العضلات المتضررة بهذه الطريقة على العديد من السمات الأخرى للأداء المتغير إلى جانب التشنج، بما في ذلك ضعف العضلات؛ وصعوبة التحكم في الحركة؛ الرمع (سلسلة من التقلصات اللاإرادية السريعة للعضلات والتي عادةً ما تظهر كأحد أعراض فرط جهد العضلات و/أو إرهاق العضلات)؛ والمنعكسات الوترية العميقة الزائدة عن الحد؛ وقلة القدرة على التحمل.

## التشنج والرمع
يتواجد الرمع مع التشنج في كثير من حالات الإصابة بـ السكتة وإصابة النخاع الشوكي وربما يرجع ذلك إلى الأصول الفسيولوجية المشتركة فيما بينهم. ويعتبر البعض أن الرمع هو مجرد امتداد لحالة التشنج. وعلى الرغم من الارتباط الوثيق بين كلتا الحالتين، لكن لا يمكن ملاحظة الرمع في كافة المرضى المصابين بالتشنج. وفي نفس الوقت، لا يغلب تواجد الرمع مع حالات التشنج التي يعاني منها المرضى المصابون بـ التوتر العضلي الزائد بشكل ملحوظ، حيث تكون العضلات نشطة بشكل مستمر وبالتالي لا تكون مضمنة في دورة الانقباض/الانبساط المميزة لـ الرمع. فيحدث الرمع بسبب فرط في استثارة العصبون الحركي (انخفاض في الحد الكامن للفعل) ويُشاع تواجد هذه الحالة في العضلات التي تعاني من فترات تأخير طويلة في عملية التوصيل، على سبيل المثال مسارات المنعكس الطويلة الموجودة في مجموعات العضلات القاصية. كذلك، يشيع ظهور الرمع في منطقة الكاحل، ويمكنه التواجد كذلك في الهياكل القاصية الأخرى، مثل الركبة أو العمود الفقري.

## خصائص التشنج
من السمات المعروفة للتشنج والمعروفة باسم استجابة السكين المشبكية، الانخفاض المفاجئ في التوتر بعد المقاومة الأولية، ويشار إليها أيضًا باسم تفاعل الإطالة أو "تسلسل الإمساك والاستسلام". ويرجع هذا إلى تنشيط منعكس التمدد العكسي الذي يتوسطه عضو وتر جولجي عند تمدد العضلات المستمر مما يؤدي إلى استرخاء العضلة فجأة. هناك سمة أخرى للتشنج والتي يمكن الإشارة إليها باسم "تأثير حزام الأمان" للتشنج، وهي مختلفة لأن مقدار المقاومة التي تقدمها العضلة يتناسب بشكل مباشر مع سرعة الحركة السلبية. ويحدث ذلك بسبب زيادة استثارة المغزل العضلي وحساسية السرعة لألياف الأعصاب الواردة للمغزل Ia، مما يؤدي إلى تنشيط مفرط للخلايا العصبية الحركية ألفا في الحبل الشوكي. وهو يشبه السحب الذي نشعر به في البداية أثناء سحب حزام الأمان في السيارة إلى ما يتجاوز سرعة معينة، ومن هنا جاء اسم "تأثير حزام الأمان"

## معلومات تاريخية
لقد أحرز التطور التاريخي لمرض التشنج إلى جانب آفة العصبون الحركي العلوي التي يرتكز عليها تقدمًا ملحوظًا في العقود الأخيرة. ومع ذلك، لا يزال مصطلح «التشنج» يستخدم غالبًا بشكل تبادلي مع «متلازمة العصبون الحركي العلوي» في الحالات السريرية، ومن المألوف أن نشاهد المرضى مصنفين كمرضى «تشنجيون» ولم تظهر عليهم فعليًا علامات التشنج فقط، بل يصاحبها كذلك مجموعة من علامات الإصابة بداء العصبون الحركي العلوي.
أظهرت الأبحاث بوضوح أن ممارسة التمارين الرياضية مفيدة بالنسبة للعضلات التشنجية، على الرغم من أن الأبحاث المبكرة التي تناولت هذا الموضوع قد توصلت إلى أن ممارسة ألعاب القوى تعمل على زيادة حالة التشنج. علاوةً على ذلك، بدايةً من فترة خمسينيات القرن العشرين على الأقل وصولًا إلى فترة ثمانينيات القرن العشرين، كان هناك تركيز قوي على التداخلات الأخرى بالنسبة للعضلات المصابة بالتشنج، وبخاصة عمليات الاستطالة والتجبير، غير أن الأدلة لم تثبت فعاليتها. وبينما لم يثبت التجبير فعاليته في تقليل حدوث حالات التشنج، فتستخدم مجموعة من الأجهزة التقويمية المختلفة بفعالية في الحد من تقلصات العضلات على المرضى المصابين بالتشنج. أما في حالة الشلل المزدوج التشنجي، يتوفر كذلك علاج دائم يتمثل في إجراء جراحة عصبية للاستشفاء من حالة التشنج، وجراحة القطع الانتقائي لجذور الأعصاب الفقرية، التي تستهدف بشكل مباشر الأعصاب الموجودة بالنخاع والتي تتسبب في إحداث حالة التشنج، وتدميرها، وبالتالي التخلص من حالة التشنج نهائيًا.

## العرض والتقييم
يتم تقييم التشنج من خلال الشعور بمقاومة العضلات للتطويل المنفعل في حالتها الأكثر استرخاءً. وستتم ملاحظة العضلة المتشنجة على الفور، غالبًا بطريقة قوية إلى حد ما، حيث تزداد مقاومتها للشد المنفعل عندما يتم تحريكها بسرعة و/أو عند محاولة بسطها، مقارنةً بالعضلات غير المتشنجة في نفس بدن الشخص (إن وُجد). وكما أن هناك العديد من السمات الخاصة بمتلازمة العصبون الحركي العلوي، فيوجد على الأرجح العديد من التغيرات الأخرى التي تطرأ على الجهاز العضلي المتضرر والعظام التي تحيط به، ومثال ذلك الاختلالات التدريجية التي تصيب الهيكل العظمي الذي يحيط بالعضلات التشنجية (مما يؤدي على سبيل المثال إلى مشية المقص في الشلل المزدوج التشنجي. علاوةً على ذلك، بعد الإصابة بآفة العصبون الحركي العلوي، قد ينتج عن ذلك العديد من العضلات المتضررة، بدرجات متفاوتة، على حسب موقع تلف العصبون الحركي العلوي ودرجة خطورته. وتتمثل نتيجة الإصابة بهذه الحالة في احتمالية تعرض الشخص لأيٍ من درجات العجز، تتراوح من اضطراب خفيف بالحركة إلى شديدة. كذلك، قد يؤدي اضطراب الحركة الخفيف نسبيًا إلى فقد القدرة على استخدام الذراع ببراعة، أو صعوبة التنقل على نحو أسرع كالجري أو تسلق الدرج. أما بالنسبة لاضطراب الحركة الشديد، فقد يؤدي إلى فشل ملحوظ في القيام بالمهام مع وجود حد أدنى من تنشيط العضلات اللاإرادية، وحتى قد لا يتوفر هذا الحد. ويوجد العديد من المقاييس المستخدمة في قياس حالات التشنج، على سبيل المثال مقياس فرط التوترية الملكي، ومقياس تارديو، ومقياس آشوورث المعدّل . ومن بين المقاييس الثلاثة هذه، يختص مقياس فرط التوترية الملكي بقياس مجموعة من التغيرات التي تطرأ على العضلات نتيجة الإصابة بآفة العصبون الحركي العلوي، بما في ذلك قياس أداء العضلات النشطة إلى جانب الاستجابة المنفعلة للشد.
قد يتطلب تقييم اضطراب الحركة الذي يميز حالة التشنج وجود العديد من المهنيين الصحيين على حسب حالة الشخص المصاب، وكذا درجة خطورة الحالة. وقد يشمل ذلك أيضًا اختصاصيي العلاج الفيزيائي، والأطباء (بما في ذلك اختصاصيي الجهاز العصبي ووأطباء إعادة التأهيل)، واختصاصيي المقاويم واختصاصيي العلاج الوظيفي. ويستلزم إجراء تقييم على أهداف الشخص المصاب والكشف عن وظائف جسمه، وكذا تقييم أي أعراض قد تكون ذات صلة باضطراب الحركة، مثل الألم. وسيتضمن التقييم الشامل ضرورة إجراء تحليل الوضعيات والحركة النشطة وقوة العضلات والتحكم بالحركات والتنسيق بينها، والقدرة على التحمل، فضلًا عن التشنج (استجابة العضلات للشد). وتظهر العضلات التشنجية عادةً فقدانًا في الحركة الإرادية، بما في ذلك فقدان التحكم اللامتمركز (قدرة منخفضة على التطويل بنشاط). وبينما تصاب العديد من العضلات الموجودة على أحد الأطراف بمتلازمة العصبون الحركي العلوي، فعادةً ما يصاحب ذلك خلل في النشاط، كأن يكون هناك شد أقوى في اتجاه واحد، كما في حالة ثني المرفق. وفي نفس الوقت، يمثل تقليص درجة هذا الخلل تركيزًا شائعًا في برامج تقوية العضلات. علاوةً على ذلك، تتميز اضطرابات الحركة التشنجية عادةً بفقد حالة استقرار الطرف أو الرأس المصاب من الجذع، وبالتالي يستلزم التقييم الشامل عمل هذا الإجراء ليتم تحليله كذلك.
قد تؤثر الآثار الثانوية على مستوى تقييم أداء العضلات التشنجية. فإذا أصيبت العضلة بقصور في أداء مهامها إثر إصابتها بآفة العصبون الحركي العلوي، فقد تؤثر تغيرات أخرى مثل زيادة تصلب العضلات على الشعور بالمقاومة للشد المنفعل. كذلك، قد تؤدي التغيرات الثانوية الأخرى مثل فقد الألياف العضلية التي جاءت نتيجة الإصابة بضعف العضلات المكتسب إلى زيادة حالة الضعف الناشئة نتيجة الإصابة بآفة العصبون الحركي العلوي. بالنسبة للعضلات التشنجية شديدة التضرر، فقد يلاحظ وجود تغيرات ثانوية، مثل تقلص العضلات، وخاصةً في حالة تأخر الاستجابة أو غيابها.

## العلاج
يلزم أن يستند العلاج على تقييم يجريه المهنيون الصحيون ذوو الصلة بهذا المجال. وبالنسبة للعضلات التشنجية المصابة بعجز يتراوح من خفيف إلى متوسط، فيلزم أن تكون ممارسة التمارين الدعامة الأساسية للعلاج، كذلك قد يتطلب الأمر أن يتم وصفها بواسطة اختصاصيي العلاج الفيزيائي أو غيرهم من المهنيين الصحيين من ذوي المهارة في إعادة التأهيل العصبي.
أما عن العضلات المصابة بتشنجات شديدة، فقد لا تتمتع بالقدرة الكاملة لممارسة التمارين الرياضية، وقد يحتاج الشخص إلى المساعدة ليتمكن من أداء التمارين. كذلك، قد يتطلب الأمر تدخلات إضافية، لعلاج إعاقة الجهاز العصبي الأكبر وكذا المضاعفات الثانوية الأكبر. وتضم هذه المضاعفات الثانوية تطور حالة التقلصات، وحدوث تشوه، وعدم التماثل الوضعي. وتشتمل تلك التدخلات على ممارسات مثل التثليج، والقولبة التسلسلية، والشد المستمر، والضغط المثبط، فضلًا عن التدخلات الطبية. على أن يتم إجراء العلاج في وجود اتصال يدوي دائم وثابت تتم ممارسته فوق المناطق غير المتشنجة لتجنب إثارة العضلة (العضلات) المتشنجة. وبدلًا من ذلك، يمكن استخدام أجهزة الروبوتات المتخصصة في إعادة التأهيل لتوفير قدر كبير من الحركة المنفعلة أو المساعِدة، بناءً على متطلبات حالة الشخص ؛ فيمكن أن يكون هذا النوع من العلاج مفيدًا إذا تمتع المعالِجون بقدر عالٍ من المهارة، وقد تبين فعاليتها في الحد من حالات التشنج في المرضى المصابين بـ السكتة. وبالنسبة للعضلات التي تفتقر إلى أي قدر من التحكم الإرادي، إثر إصابة النخاع الشوكي بالكامل، فقد تساعد ممارسة التمارين الرياضية في هذا الأمر، وقد يتطلب الوضع استخدام أحد الأجهزة، كاستخدام هيكل قائم للحفاظ على وضعية الوقوف.
يمكن اتباع الإرشادات العامة للعلاج والتي من بينها ما يلي:
- التركيز المبدئي على تنشيط تقلص العضلات المناهضة أولًا لتوفير تثبيط تبادلي وتطويل العضلات التشنجية
- محاولة تنفيذ الإجراءات التبادلية. على أن يتم تنفيذ التقلصات الناهضة أولًا في نطاقات صغيرة تمتد إلى أقواس أكبر من الحركة.
- التقليل من ممارسة الأنشطة المجهدة للغاية في بدايات فترة التمرين
- يتم استهداف المهارات الوظيفية للبدء بممارسة التمارين
- يلزم تثقيف المرضى والأسرة/مقدمي الرعاية حول أهمية الحفاظ على نطاق الحركة وضرورة ممارسة التمارين اليومية[13]

يمكن أن تضم التدخلات الطبية أيًا من هذه الأدوية باكلوفين أو ديازيبام أو دانترولين أو كلونازيبام. كذلك، يمكن استخدام حقن الفينول أو حقن البوتوكوس على أن يتم الحقن في بطن العضلة، في محاولة لكبح الإشارات المارة بين العصب والعضلة. ويختلف مدى فعالية تلك الأدوية من شخص لآخر، وتختلف كذلك بحسب مكان آفة العصبون الحركي العلوي (سواء في الدماغ أو النخاع الشوكي). وتُستخدم الأدوية بشكل شائع في علاج اضطرابات الحركة التشنجية، إلا أن الأبحاث لم تظهر وجود فوائد وظيفية لبعض الأدوية. فقد أوضحت بعض الدراسات أن الأدوية كانت فعالة في تقليل التشنجات، ولكن لم يصاحب ذلك أية فوائد وظيفية. وقد يتطلب الأمر إجراء جراحة لتحرير أحد الأوتار وذلك في حالة وجود خلل شديد بالعضلات والذي يؤدي إلى حدوث تقلص. وفي حالة الشلل الدماغي التشنجي، تم كذلك استخدام جراحة القطع الانتقائي لجذور الأعصاب الفقرية لتقليل فرط نشاط العضلات.
قد يساعد إدراج المعالجة المائية في البرنامج العلاجي في تقليل حدة نوبة التشنج، وتعزيز الاستقلال الوظيفي، وتحسين استعادة الحركة وتقليل استخدام الدواء المطلوب للعلاج من التشنج، والذي قد يساعد في الحد من الآثار الجانبية التي يحتمل ظهورها عند استخدام العلاجات الدوائية التي تُؤخذ عن طريق الفم. لقد تم إجراء دراسة عام 2004، تتناول المقارنة بين الآثار الناتجة عن المعالجة المائية لعلاج التشنج، وتناول عقار باكلوفين عن طريق الفم وأداة قياس الاستقلال الوظيفي (FIM) على عشرات المرضى الذين يعانون من إصابة النخاع الشوكي (SCI). وقد تبين من هذه الدراسة أن الأشخاص الذين تلقوا المعالجة المائية حصلوا على درجات عالية في قياس الاستقلال الوظيفي وتناولوا كميات أقل من دواء الباكلوفين عن طريق الفم. علاوةً على ذلك، بحثت دراسة أجريت عام 2009 حول الآثار الناتجة عن المعالجة المائية ودورها في تقليل نوبات التشنج ما بعد السكتة، والمرضى المصابين بـ الخزل الشقي الذين يعانون من محدودية الحركة وخلصت إلى أن هناك زيادة أكبر بكثير في نتائج قياس الاستقلال الوظيفي مقارنةً بالمجموعة التي لم تتلق المعالجة المائية.

## توقعات سير المرض
يعتمد توقع سير المرض بالنسبة لأولئك المصابين بعضلات تشنجية على عدة عوامل، من بينها شدة التشنج واضطراب الحركة المرتبطة به، والوصول إلى الممارسة المتخصصة والمكثفة، وقدرة الشخص المصاب على الحفاظ على خطة الإدارة (وخاصة برنامج التمرين الرياضي). وسيصاب معظم الأشخاص الذين يعانون من آفة العصبون الحركي العلوي من ضعف دائم، ولكن يمكن حدوث تحسن في معظم تلك الحالات. ويمثل العامل الأهم الذي يشير إلى القدرة على إحداث تقدم في ملاحظة التحسن والشعور به، غير أنه قد يصعب ملاحظة التحسن في معظم اضطرابات الحركة التشنجية حتى يتلقى الشخص المصاب المساعدة من فريق متخصص أو أحد العاملين بمجال الصحة.

## عروض الفيديو
- . على يوتيوبClonus at the ankle

## وصلات خارجية
- Patient site with information on intrathecal baclofen treatment for spasticity as a result of cerebral palsy
- Cerebral Palsy Alliance - Sydney, Australia